# Marqués de la Ensenada (D-43)
El Marqués de la Ensenada (D-43) fue uno de los tres destructores de la clase Oquendo pertenecientes a la Armada Española. Recibió su nombre en honor a Zenón de Somodevilla y Bengoechea, primer marqués de la Ensenada. 

## Diseño y construcción
Originalmente era del mismo diseño que el Oquendo (D-41). Se inició su construcción en Ferrol, pero vistos los problemas de estabilidad de los dos primeros buques de la clase, al igual que el Roger de Lauria (D-42), fue botado sin finalizar y remolcado hasta Cartagena para remodelarlo, donde fueron literalmente cortados por la mitad, en sentido longitudinal, con objeto de aumentarles la manga. Tras haber sido alargado y ensanchado, fue vuelto a botar el 2 de marzo de 1968. Además, se le mejoró el armamento y los sensores al montársele equipos FRAM II norteamericanos.
Después de veinte años desde que se diseñaron y tras los múltiples problemas en su construcción, que estuvieron a punto de condenarlo al desguace, en gran medida nació desfasado. Fue entregado a Marina, el 10 de septiembre de 1970

## Historial
El Marqués de la Ensenada (D-43) fue destinado junto con el Roger de Lauria (D-42) a Ferrol a la 11.ª Escuadrilla de Escoltas, junto con los destructores de Clase Churruca, antiguos clase Gearing FRAM II (Fleet Rehabilitation and Modernization; Modernización y Rehabilitación de la Flota) de origen estadounidenses.
En 1971, el Marqués de la Ensenada realizó una visita a los puertos de Nápoles, Casablanca y Portsmouth.
El 2 de octubre de 1981, cuando estaba a punto de ser dado de baja, fue dañado en Santander por una bomba colocada por ETA en su línea de flotación, que le provocó una brecha de 3 por 2,5 m en la zona del cuarto de calderas. Con el fin de evitar la imagen de dar de baja un buque que acababa de sufrir un atentado terrorista, con la consiguiente publicidad para los autores del mismo, se decidió mantener el buque en servicio tanto como se pudiera, con un coste de reparaciones de 10 millones de pesetas (unos 247 000 € de 2009), con lo que se prolongó así su vida hasta el 20 de octubre de 1988, convirtiéndose en el más longevo de su clase (13, 15 y 18 años cada uno de los tres buques).
La plancha junto a la que estalló el artefacto explosivo el 2 de octubre de 1981 y la campana del buque se encuentran expuestas en el Museo Naval de Ferrol.

### Buques de la clase
- Oquendo
- Roger de Lauria

### Listas relacionadas
- Anexo:Destructores de España